# Serenata núm. 5 (Mozart)
La Serenata núm. 5 en re major, K. 204 (213a), és una composició de Wolfgang Amadeus Mozart acabada a Salzburg el 5 d'agost de 1775 per a unes cerimònies a la Universitat de Salzburg. L'obra és molt similar a la Serenata núm 4 (K. 203) composta l'estiu anterior a Salzburg pel mateix motiu.
La serenata està escrita per a dos oboès (doblant les dues flautes,), dos fagots, dues trompes, dues trompetes i corda.

## Estructura
Consta de set moviments:
1. Allegro assai, en compàs 4/4.
2. Andante moderato, en la major, en compàs 3/4.
3. Allegro, en la major, en compàs 2/2.
4. Menuetto i Trio, en compàs 3/4.
5. [Andante], en sol major, en compàs 2/4.
6. Menuetto i Trio, en compàs 3/4.
7. Andantino Grazioso, en compàs 2/4 - Allegroen compàs 3/8.

La Marxa en re major, K. 215/213b, fou emprada com a introducció o final d'aquesta obra.
El segon, tercer i quart moviments es caracteritzen per un destacat solo de violí, que forma una mena de concert per a violí de tres moviments dins la mateixa serenata. Probablement, la part de violí fos interpretada pel mateix Mozart.
Com moltes de les seves serenates orquestrals, es pot observar una mena de simfonia integrada entre els diferents moviments que conformen la serenata. La "Simfonia de serenata" d'aquesta obra estaria constituïda pel primer, cinquè, sisè i setè moviments; és a dir, pel moviments no concertants, sense solistes.